# Lies Visschedijk
Elisabeth Suzan Ceciel Marijke (Lies) Visschedijk (Heel, 14 januari 1974) is een Nederlands toneel-, televisie-, film- en stemactrice.

## Biografie

### Carrière
Visschedijk studeerde na de middelbare school in Horn eerst een paar maanden psychologie (1992) aan de Universiteit van Amsterdam, daarna een jaar aan de Toneelschool Utrecht (1993–1994) en vervolgens aan de Toneelschool Amsterdam (1994–1998), met onder anderen als jaargenoten Rop Verheijen, Marcel Ott, Peggy Jane de Schepper, Sandra Mattie en Vincent Croiset.
Visschedijk speelt sindsdien in stukken van onder meer de theatergroepen De Ploeg, Toneelgroep Oostpool, het Noord Nederlands Toneel, Artemis en Orkater, en op De Parade. In 2004 richtte Visschedijk met Marije Gubbels en Ilse Warringa een eigen toneelgroep, Bloody Mary, op.
Tegelijkertijd was ze te zien in verschillende films, vaak in kleine rollen: fl. 19,99 (1998) als Ilse Maas, Madelief, krassen in het tafelblad van datzelfde jaar als oppas Mieke en in 2007 als Alicia in de succesvolle komische film Alles is Liefde, waarin ze de tegenspeelster is van Michiel Romeyn; voor deze rol werd ze genomineerd voor de Gouden Kalf voor de beste vrouwelijke bijrol. Ook was ze te zien in televisieprogramma´s als Het Klokhuis, FIT, Onder de tram/Tussen de oren, De vloer op en Radio Bergeijk.
Als stemacteur was ze onder andere te horen als Jimmy Neutron in de animatiefilm Jimmy Neutron: Wonderkind (2001) en de daaropvolgende televisieserie Jimmy Neutron die van 2002 tot 2004 werd gemaakt. Daarnaast leende ze haar stem voor de rol van Rouge the Bat in de animatieserie Sonic X (2003–2006). Ook heeft ze op enkele songs van de Utrechtse popgroep Storybox meegezongen.
Eind augustus 2008 werd bekendgemaakt dat Visschedijk de nieuwe Gooische Vrouw is in de komische dramaserie Gooische Vrouwen op RTL 4. Hiermee nam zij als Roelien Grootheeze de plaats in van Annet Malherbe, die besloot om er na drie seizoenen mee te stoppen. Voor Visschedijk was het een van haar eerste grote rollen in een televisieserie.
Daarna volgde de rol van secretaris-generaal Helen van Zuylen in de serie Sorry Minister, vergelijkbaar met die van Sir Humphrey in de oorspronkelijke Engelse versie Yes, Minister.
In 2013 speelde Visschedijk de hoofdrol in de romantische komedie Soof. Deze film werd een succes en in 2016 verscheen het vervolg Soof 2 in de bioscopen, in 2017 gevolgd door Soof: een nieuw begin: een televisieserie van tien afleveringen, uitgebracht door Videoland.
Visschedijk maakt sinds 2023 een podcast met Aaf Brandt Corstius voor mediabedrijf Tonny Media. De podcast die ze wekelijks maken heet Aaf en Lies lossen het op (op verschillende streamingsdiensten), en achter de betaalmuur maken ze om de week de podcast Aaf en Lies pakken door (op Podimo).  

### Radiowerk
Sinds 2010 schrijft ze onregelmatig columns over de natuur voor Vroege Vogels van de VARA, die ze voorleest.

### Privéleven
Na een eerdere verhouding met mime-acteur Paul van der Laan (bekend van het duo Bambie) was Visschedijk van 2004 tot zijn overlijden in juni 2013 met acteur Marc van Uchelen getrouwd. Met hem kreeg ze twee zonen.

## Filmografie

### Film
- 2024: Schitterend - Claire
- 2022: Totem - Paula
- 2022: Soof 3 - Sofie
- 2021: Alles op tafel – Charlotte
- 2021: De veroordeling – Meike Wittermans
- 2019: Singel 39 – Monique
- 2018: All You Need Is Love – moeder van Eefje
- 2017: Roodkapje: Een Modern Sprookje – scout The Voice
- 2016: Soof 2 – Sofie
- 2016: Brasserie Valentijn – Roos
- 2015: Hallo bungalow – Olivia
- 2015: De Masters – Sandra
- 2015: Jack bestelt een broertje – Elfje
- 2014: Onder het hart – Suzanne
- 2014: Gooische Vrouwen 2 – Roelien Grootheeze
- 2013: Soof – Sofie
- 2013: Hemel op aarde – moeder
- 2013: Boven is het stil – Ada
- 2011: Webcam
- 2011: Gooische Vrouwen – Roelien Grootheeze
- 2010: Loft – Annette
- 2010: Briefgeheim – moeder van Eva
- 2007: Alles is Liefde – Alicia
- 2003: Baby
- 1998: Fl. 19,99 – Ilse Maas
- 1998: Madelief, krassen in het tafelblad – oppas Mieke

### Televisie
- 2024: Nemesis - Sylvia van Maele
- 2023: De club - Eva Deseure
- 2022: Five Live - Liz Beuker
- 2022: Zenith II - Alexei
- 2020: Het A-woord – Mariël Tersteeghe
- 2020-heden: Nieuw zeer – verschillende rollen
- 2017–2018: Soof: een nieuw begin – Sofie
- 2015: Tessa – Helga
- 2012: Welkom in de Gouden Eeuw
- 2012: Sien van Sellingen 2
- 2011: Hoe overleef ik...? – moeder Heleen
- 2011: De Avond van de Grote Filmquiz
- 2011: Vrijdag op Maandag – diverse typetjes
- 2011: Comedy Live – diverse typetjes
- 2010-2011: Sien van Sellingen
- 2001–2011: Het Klokhuis
- 2010: De Troon
- 2008–2010: De vloer op
- 2009: Sorry Minister – Helen
- 2009: Toren C – Christine
- 2008–2009, 2024-heden: Gooische Vrouwen – Roelien Grootheeze
- 2008: Keyzer & De Boer Advocaten – Chantal Horstink (afl. "Corrigerende tik")
- 2007: De Prins en het Meisje – Ingrid
- 2001: De horzel
- 2001: De middeleeuwen
- 2000: Toscane (afl. "Zo gebeurd")
- 1997: De malle tennispet
- 1996: De middeleeuwen (informatiefilmpjes Teleac-NOT) – Lientje

### Stemmen
- 2017: De 100-jarige man die uit het raam klom en verdween - Gunilla[5]
- 2009: Olivia – moeder van Olivia
- 2004: Sly Cooper 2: Band of Thieves – agente Neyla
- 2003: Sonic X – Rouge the Bat, Lindsay Thorndyke, Bokkun (2003–2006)
- 2002: De Avonturen van Jimmy Neutron: Wonderkind – Jimmy Neutron (2002–2006)
- 2001: Radio Bergeijk – Lillian van Heeswijk en vele andere rollen (2001–2007)
- 2001: Jimmy Neutron: Wonderkind – Jimmy Neutron

## Theater
- 2024 Galerie 'The Waverly'
- 2023: Lies Visschedijk & Aaf Brandt Corstius- een avond gezelligheid (Miscellaneous Experts)
- 2022: Magreet heeft de groep verlaten (Mugmetdegoudentand)
- 2017: Buik (Mugmetdegoudentand)
- 2015 en 2016: Een flinke linkse vrouw (Mugmetdegoudentand)
- 2014: Fiftyfifty
- 2014: Bedscènes
- 2013: Fiftyfifty (Mugmetdegoudentand)
- 2012: Schraap
- 2012: Het diner (Hummelinck Stuurman)
- 2011: Broeders en zusters (Bloody Mary)
- 2011: Expats (Het Toneel Speelt)
- 2009: Blackface (Orkater)
- 2009: Fok (Bloody Mary)
- 2008: Hallo, hallo wie stinkt daar zo
- 2008: Hol (Bloody Mary)
- 2007: Stormgek
- 2006: Het goede lichaam
- 2004–2006: Waarom vloog je van ons heen in je jetplane?
- 2005: Godvader deel IV: Vendetta
- 2005: Visnijd
- 2004: Vernon God Little
- 2003: De twaalfde nacht
- 2003: Leeftijd
- 2002: De gelogen gedachte
- 2002: Sympathy for the Devil
- 2002: De Bonobo Bar
- 2001: Katharina Katharina
- 2001: Alice
- 2001: Denk aan het kind
- 2000: Houdini
- 2000: Flysk
- 2000: Aat's Hamlet
- 1999: De magie van het kwaad
- 1999: De manke
- 1999: De kersenbijter
- 1998: De kersentuin
- 1996: Alice in Wonderland